# Melanargia quadriocellata
Melanargia quadriocellata är en fjärilsart som beskrevs av Pionneau 1937. Melanargia quadriocellata ingår i släktet Melanargia och familjen praktfjärilar. Inga underarter finns listade i Catalogue of Life.